# Carpentaria
Carpentaria é um género botânico pertencente à família Arecaceae.

## Características
Esta espécie nativa da Austrália tropical, de nome científico Carpentaria Acuminata é a única de seu gênero, ela se caracteriza pela sua grande estatura, pelo denso cacho de frutos vermelhos quando maduros e pelas folhas dispostas junto ao tronco verticalmente em fase de crescimento.
Costuma-se utilizar essa planta para ornamentar grandes espaços próximos a grandes construções, como em jardins externos de shopping centers.

## Cultivo
Esta é uma planta de metabolismo muito rápido, crescendo vários metros ao ano no ápice do seu desenvolvimento. Deve ser cultivada a sol pleno, em solo fértil, bem drenado, enriquecido com matéria orgânica e irrigado no primeiro ano após o plantio. Multiplica-se por sementes.

Adapta-se a uma ampla variedade de locais, mas aprecia o clima subtropical. Quando jovem, não tolera frio excessivo, mas torna-se mais resistente ao frio com o tempo. Não necessita podas ou qualquer tipo de manutenção. Não tolera secas prolongadas. É resistente à poluição urbana moderada e à maioria das enfermidades.
1. ↑  «Carpentaria — World Flora Online». www.worldfloraonline.org. Consultado em 19 de agosto de 2020
2. ↑  «Oficina do Paisagista - Catálogo de Árvores - Comprar Árvores Adultas». Oficina do Paisagista - Catálogo - Comprar Árvores Adultas. Víveiro de Árvores